# Аденозинов рецептор
Аденозиновите рецептори са група от G-протеин свързани рецептори, които се делят на четири типа: A1, A2A, A2B и A3. Към тях обикновено се свързва аденозинът. Активирането на тези рецептори води до понижаване на пулса, разширяване на кръвоносните съдове, потискане на възпаленията и други.
Кофеинът например, тъй като е близък по структура с аденозина, също се свързва с тези рецептори, но той не предизвиква промените, които аденозинът би предизвикал, а попречва на аденозина да се свърже с рецепторите си. На това се дължи ободряващият ефект на кафето.